# Charles Leblond
Charles Philippe Leblond (* 5. Februar 1910 in Lille; † 10. April 2007 in Montreal) war ein französisch-kanadischer Mediziner und Zellbiologe. Er ist bekannt als Pionier der Autoradiographie und der Stammzellenforschung.

## Leben
Leblond studierte Medizin an der Sorbonne und wurde dort 1934 promoviert, mit einer Arbeit über die histochemische Konzentration von Ascorbinsäure im Körper (er fand eine Konzentration in Steroid-sezernierenden Zellen). Nach einem Aufenthalt als Post-Doktorand und Rockefeller Stipendiat an der Yale University, wo er auch seine spätere Frau Gertrude Sternschus kennenlernte, befasste er sich in Paris mit radioaktiven Isotopen für die medizinische Forschung und Autoradiographie. 1941 setzte er das an der McGill University fort. Er war dort zunächst Assistent Lecturer in Histologie, 1943 Assistant Professor, 1946 Associate Professor und 1948 Professor für Anatomie. 1957 bis 1974 hatte er dort den Lehrstuhl für Anatomie. Nach seiner Emeritierung setzte er seine Forschung an den National Institutes of Health als Fogarty Scholar fort. Er blieb bis ins hohe Alter wissenschaftlich aktiv und veröffentlichte seinen letzten Aufsatz 2006.
Im Zweiten Weltkrieg war er Musterungsarzt bei den Forces françaises libres. Danach setzte er seine schrittweise Entwicklung autoradiographischer Techniken mit immer höherer Auflösung fort. Mit autoradiographischen Techniken konnte er zeigen, dass sich die DNA in den Körperzellen ständig erneuert und konnte damit auch quantitative Unterschiede in den Erneuerungszyklen verschiedener Zellen ausmachen, und Stammzellen identifizieren. Zuerst fand er diese bei der Untersuchung der Produktion von Spermatozyten.
Er veröffentlichte rund 430 wissenschaftliche Arbeiten.
Leblond nutzte die Autoradiographie, um die Dynamik und den Ort verschiedener Prozesse im Körper zu studieren wie Erneuerung von Gewebe und Prozessierung verschiedener körpereigener Substanzen und Proteinsynthesen. 1953 fand er so auch Hinweise auf die Replikation von DNS bei der Zellbildung (veröffentlicht wenig nach der klassischen Arbeit von James D. Watson und Francis Crick). 1962 entdeckte er axonalen Transport.

## Ehrungen
1965 erhielt er den Canada Gairdner International Award, 1961 die Flavelle-Medaille und 1983 die McLaughlin Medal der Royal Society of Canada. Er war Fellow der Royal Society of Canada (1951), der Royal Society (1965) und Mitglied der American Academy of Arts and Sciences (1970). 1977 wurde er Offizier und 1999 Companion des Order of Canada. 2001 wurde er Großoffizier des Nationalen Ordens von Québec. Er war fünffacher Ehrendoktor (Acadia University, McGill University, Universität Montreal, York University, Universität Sherbrooke). 1995 wurde er in die Canadian Medical Hall of Fame aufgenommen.

## Privates
Nach dem Tod seiner ersten Frau 2000 (mit der er drei Söhne und eine Tochter hatte), heiratete er im Jahr 2001 eine Jugendfreundin.